# Ридау
Ридау (нем. Riedau) — ярмарочная коммуна (нем. Marktgemeinde) в Австрии, в федеральной земле Верхняя Австрия. 
Входит в состав округа Шердинг.  Население составляет 2007 человек (на 31 декабря 2005 года). Занимает площадь 8 км². Официальный код  —  41416.

## Политическая ситуация
Бургомистр коммуны — Йохан Деммельбауэр (АНП) по результатам выборов 2003 года.
Совет представителей коммуны (нем. Gemeinderat) состоит из 25 мест.
- АНП занимает 12 мест.
- СДПА занимает 11 мест.
- АПС занимает 2 места.